# Jacques Tarade
Jacques Tarade (Parigi, 1640 – Strasburgo, 22 gennaio 1722) è stato un ingegnere francese.

## Biografia
Collega di Vauban, costruì il Barrage Vauban a Strasburgo, e la Rue Tarade nella stessa città porta il suo nome. Progettò anche la chiesa di Huningue e completò le difese della città di Petit-Landau.